# اچ‌ام‌سی‌اس هاوکسبری (کی۴۱۵)
اچ‌ام‌سی‌اس هاوکسبری (کی۴۱۵) (به انگلیسی: HMCS Hawkesbury (K415)) یک کشتی بود که طول آن ۲۰۸ فوت (۶۳٫۴۰ متر) بود. این کشتی در سال ۱۹۴۴ ساخته شد.